# Українська Могилянсько-Мазепинська академія наук
Українська Могилянсько-Мазепинська Академія Наук (УМ-МАН) — наукова установа, заснована в травні 1938 постановою Уряду УНР в екзилі з метою продовжувати розпочату працю ВУАН у Києві, відновити ліквідовані наукові видавництва в Україні та інформувати чужинецькі наукові установи про Україну та українську науку.
Академія мала тільки один відділ — українознавства з 24 катедрами, які творили науково-дослідницькі групи.
Першим президентом був Степан Смаль-Стоцький (потім з серпня 1938 — Іван Фещенко-Чопівський), секретарем Андрій Яковлів.
Вийшли 2 томи «Праць Відділу українознавства». З початком Другої світової війни УМ-МАН перестала існувати.
1978 року з ініціативи члена уряду УНР в екзилі д-ра Ярослава Рудницького діяльність УМ-МАН було відновлено. Він же став її першим президентом. Діяльність УМ-МАН обмежується дослідженнями в галузі україністики, число її членів обмежено 12-ма.
Щоп'ятьроків відбуваються асамблеї УМ-МАН. УМ-МАН окремими томами видає «Праці» своїх відділів.

## Видання
УМ-МАН видало такі книжки:
- Гординський, Ярослав. Літературна критика підсовєтської України. — Львів-Київ: УМ-МАН, 1939. — 127 с.
- Правописний словник української мови. За ред. Яр. Рудницького і К. Церкевича. УМ-МАН і Науково-дослідне товариство української термінології, 1979
- Етимологічний словник української мови. Українсько-англійський. Том 2, Рудницький Я. Б. Етимологічний словник української мови. УМ-МАН-Товариство плекання рідної мови, Оттава, 1982
- Борович, Д-р Михайло. Століття українського поселення в Канаді (1891—1991). УМ-МАН. Монтреаль — Оттава — Канада, с. 485, 1991.
- Щербаківський В. Основні елементи орнаментації українських писанок та їхнє походження. — 2-ге вид. — К.: Філадельфія, Оттава, [б.р. вид.] / УМ-МАН Праці відділу українознавства